# ネッティ・ヴィツィエール＝ティメール
ネッティ・ヴィツィエール＝ティメール（Jeannette Josephina Maria ("Netty") Witziers-Timmer、1923年7月22日 - 2005年1月25日）は、オランダの陸上競技選手。1948年ロンドンオリンピックの金メダリストである。アムステルダム出身。

## 経歴
ヴィッツィエール＝ティメールは、短距離を得意とした選手であった。個人種目では目立った成績を残していないが、リレー種目では大いに活躍。第二次世界大戦中の1944年5月には4×110ヤードリレーで48秒8の世界新記録。翌月には4×220ヤードリレーで、1分41秒0の世界新記録を敵国のドイツで達成する。
1944年冬から翌年にかけて深刻な食糧難がオランダを襲ったが、ヴィッツィエール＝ティメールは辛くも生き延びた。戦後、1946年に行われたヨーロッパ選手権の4×100mリレーでは47秒8で金メダル。2年後の1948年のロンドンオリンピックの4×100mリレーでも、ヴィッツィエール＝ティメールのほか、フランシナ・ブランカース＝クン、セニア・スタット＝デ・ヨング、ヘルタ・ファン・デル・カデ＝クデイスによりオランダに金メダルをもたらした。ところで、この4人はすべて子供もいる既婚女性であり、女性がスポーツを行うことが難しかった時代としては非常に画期的なことであった。

## 自己ベスト
- 100m - 12秒3 (1944年)
- 200m - 25秒5 (1946年)
- 走幅跳 - 5m56 (1944年)

## 主な実績
| 年   | 大会                 | 場所               | 種目         | 結果 | 記録  |
| ---- | -------------------- | ------------------ | ------------ | ---- | ----- |
| 1946 | ヨーロッパ陸上選手権 | オスロ(ノルウェー) | 4×100mリレー | 1位  | 47秒8 |
| 1948 | オリンピック         | ロンドン(イギリス) | 4×100mリレー | 1位  | 47秒5 |